# جوئل لیتل
جوئل لیتل (انگلیسی: Joel Little؛ زادهٔ ۱۳ فوریهٔ ۱۹۸۳) تهیه‌کننده موسیقی، و ترانه‌سرا اهل نیوزیلند و برنده جایزه گرمی است. وی از سال ۲۰۰۳ میلادی تاکنون مشغول فعالیت بوده‌است. وی با هنرمندانی همچون لرد (خواننده), تیلور سوئیفت، برودز، سم اسمیت، ایمجین دراگنز، الی گولدینگ، خالید رابینسون، Elliphant, Daniel Johns, Jarryd James, شان مندز، مارینا و دیاموندز و جوناس برادرز برای تهیه‌کنندگی یا نوشتن ترانه‌هایشان همکاری کرده‌است.